# Dekel
Dekel (en hebreo: דֶּקֶל, literalmente palmera) es un moshav ubicado en el sur de Israel, en el área de Hevel Shalom, en el noroeste del desierto del Néguev, cerca de la frontera con Egipto, la Franja de Gaza e Israel, el moshav cae bajo la jurisdicción del Concejo Regional Eshkol. En 2021 tenía una población de 381 habitantes.

## Historia
En 1956 se estableció en la zona un asentamiento de la Brigada Nahal llamado Dekel, pero fue abandonado después de la Guerra del Sinaí, ese mismo año. En 1979 se formó un grupo de Garin con el mismo nombre en el asentamiento israelí de Yamit. Sin embargo, su establecimiento sobre el terreno se vio retrasado por los Acuerdos de Camp David, que significaron que Israel tuvo que retirarse del Sinaí. El moshav fue fundado en abril de 1982 por la Aguda Shitufit (Unión Cooperativa) con la ayuda de la Agencia Judía para la Tierra de Israel.